# مادوان (داراب)
مادوان، روستایی در دهستان فسارود بخش فسارود شهرستان داراب در استان فارس ایران است. این روستا، مرکز دهستان فسارود است.

## جمعیت
بر پایه سرشماری عمومی نفوس و مسکن در سال ۱۳۹۵، جمعیت این روستا برابر با ۱٬۴۸۸ نفر (۴۶۷ خانوار) بوده است.